# Alan Rees
Alan Rees,  britanski dirkač Formule 1, * 12. januar 1938, Langstone, Monmouthshire, Wales, Združeno kraljestvo, † 6. september 2024, Ascot, Berkshire, Anglija, Združeno kraljestvo.
Alan Rees je debitiral na Veliki nagradi Nemčije v sezoni 1966, kjer je odstopil. V naslednji sezoni 1967 je nastopil na dveh dirkah, na domači dirki za Veliko nagrado Velike Britanije, kjer je dosegel deveto mesto, in na dirki za 
Veliko nagrado Nemčije, kjer je bil sedmi. Za tem ni več nikoli dirkal v Formuli 1.

## Popolni rezultati Formule 1
(legenda) (odebeljene dirke pomenijo najboljši štartni položaj, poševne pa najhitrejši krog, †-uvrščen kljub odstopu)
| Leto | Moštvo                | Šasija            | Motor               | 1   | 2   | 3   | 4   | 5   | 6       | 7     | 8   | 9   | 10  | 11  | Prv | Toč |
| ---- | --------------------- | ----------------- | ------------------- | --- | --- | --- | --- | --- | ------- | ----- | --- | --- | --- | --- | --- | --- |
| 1966 | Roy Winkelmann Racing | Brabham BT18 (F2) | Cosworth Straight-4 | MON | BEL | FRA | VB  | NIZ | NEM Ret | ITA   | ZDA | MEH |     |     | -   | 0   |
| 1967 | Cooper Car Company    | Cooper T81        | Maserati V12        | JAR | MON | NIZ | BEL | FRA | VB 9    |       |     |     |     |     | -   | 0   |
| 1967 | Roy Winkelmann Racing | Brabham BT23 (F2) | Cosworth Straight-4 |     |     |     |     |     |         | NEM 7 | KAN | ITA | ZDA | MEH | -   | 0   |